# Hôtel de Félix du Muy
L'hôtel de Félix du Muy est un hôtel particulier situé au n° 31 de la rue des Cordeliers, à Aix-en-Provence dans le département français des Bouches-du-Rhône et la région Provence-Alpes-Côte d'Azur.

## Historique
Le bâtiment fut construit vers le milieu du XVIIe siècle. Il a appartenu, durant la deuxième moitié de ce siècle, à Joseph de Périer, marquis de Flayosc. Plus tard, c'est la famille de Félix qui en sera propriétaire.

## Architecture
Bien que construit au XVIIe siècle, le bâtiment présente une belle architecture du XVIIIe siècle. La base des fenêtres est ondulée et anime la façade "en arbalète". Cette façade est "encadrée" par deux pilastres moulurés. La pierre de Bibémus, utilisée pour la construction, est visible au rez-de-chaussée.
Au dessus de la porte, on remarque une inquiétante tête sculptée de Belzébuth, flanquée de deux consoles à décors de draperie et coquilles.
Le balcon présente une belle ferronnerie, typique du XVIIIe siècle, avec des armoiries au centre.
Côté sud, on accède à un jardin réalisé sur un ancien cimetière de couvent.